# Extensión de Kan
Las extensiones de Kan son construcciones universales en teoría de categorías, una rama de las matemáticas. Están estrechamente relacionadas con las adjunciones, pero también con los límites y los fines. Reciben su nombre de Daniel M. Kan, que construyó algunas de estas  extensiones usando límites en 1960.

## Definición
Una extensión de Kan se define fijadas tres categorías {\displaystyle \mathbb {A} ,\mathbb {B} ,\mathbb {C} } y dos funtores {\displaystyle X\colon \mathbb {A} \to \mathbb {C} } y {\displaystyle F\colon \mathbb {A} \to \mathbb {B} }. Pueden considerarse extensiones de Kan "izquierdas" y extensiones de Kan "derechas".
Formalmente, la extensión de Kan derecha de {\displaystyle X}sobre {\displaystyle F}consiste en un funtor {\displaystyle R\colon \mathbf {B} \to \mathbf {C} } una transformación natural {\displaystyle \eta \colon RF\to X} que es couniversal con respecto a su especificación. Es decir, para cualquier funtor {\displaystyle M\colon \mathbb {B} \to \mathbb {C} } {\displaystyle M\colon \mathbf {B} \to \mathbf {C} } transformación natural {\displaystyle \mu \colon MF\to X}, existe una única transformación natural {\displaystyle \delta \colon M\to R} cumpliendo que {\displaystyle \eta \circ \delta _{F}=\mu }. 
El funtor {\displaystyle R} suele notarse como {\displaystyle \operatorname {Ran} _{F}X}.